# 东流县
东流县，中国旧县名。
始建制于南唐保大十一年（953年），为今天安徽省东至县的组成部分。元朝时，属池州路，为下县。明、清属池州府。清朝考评：冲，疲。民国初年，废府，直属安徽省，后属芜湖道。
1949年起，属池州专区、安庆专区。1959年5月与至德县合并成为东至县。